# 酒窩

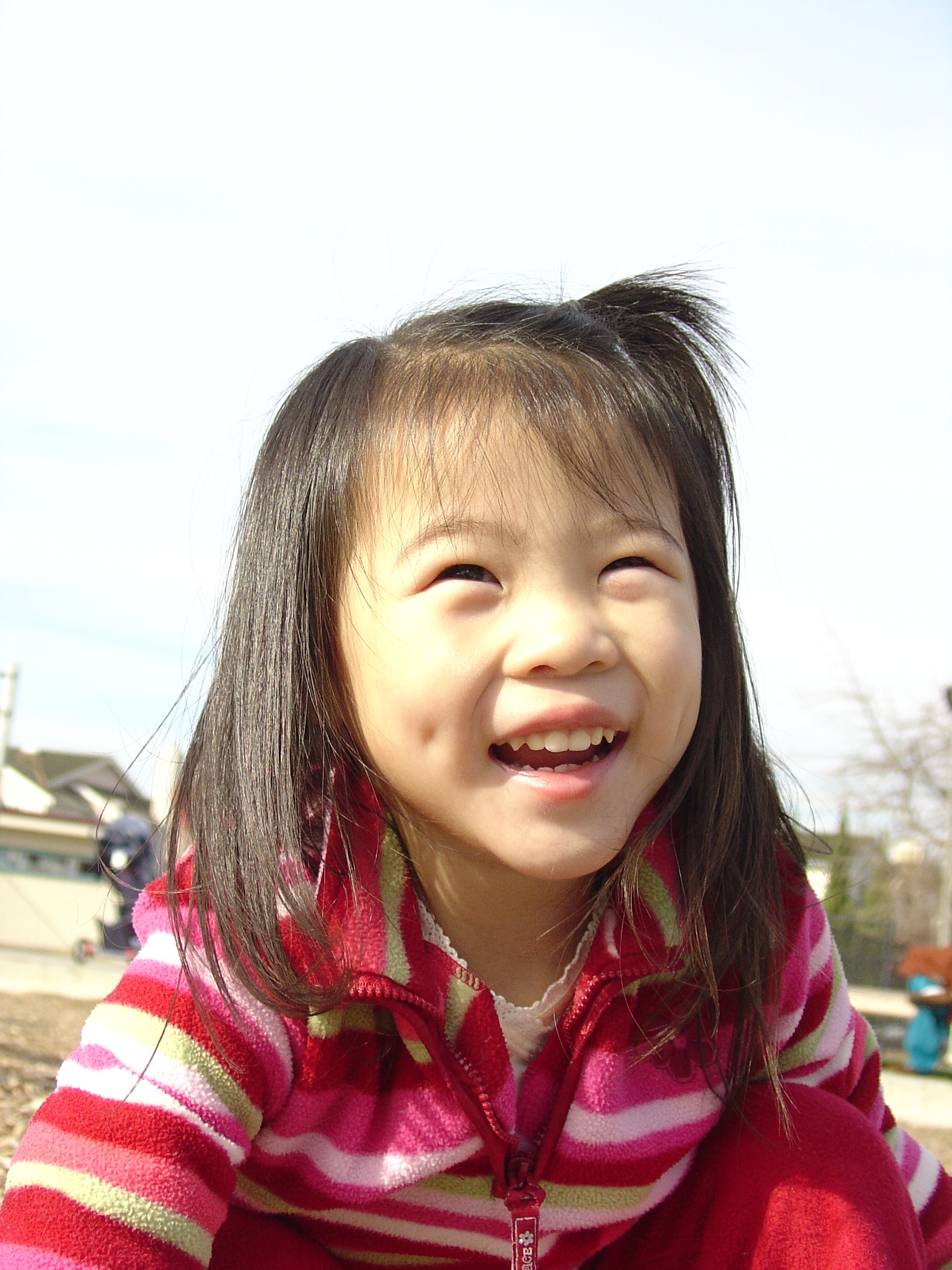
有酒窩的小女孩

酒窩，亦稱為酒靨、酒渦，香港稱為酒凹或酒粒，是一種遵守孟德爾遺傳特性的可遺傳顏面特徵，具有此特徵的人們微笑或說話時，臉頰會出現小圓窩。在某些社會或文化價值觀，这是一種吸引人的特色。酒窩的形狀、深淺，因人而異，大部分是雙側。但酒窩的形成其實是一種肌肉上的缺陷，因為有些人的表情肌（笑肌）筋膜與口角外側部的真皮下層有點狀纖維帶相連，使得這些人只要一笑，牽動到表情肌，口角外側即會呈現出圓形或卵圓形的皮膚凹陷，這就是酒窩的成因。

## 梨窩
酒窩為位於臉頰的凹陷，而位於嘴角的小型凹陷，則通常會被叫為梨窩。